# 克勞爾山脈
73°20′S 14°10′W / 73.333°S 14.167°W
克勞爾山脈（德語：Kraulberge）是南極洲的山脈，位於南極大陸東部的毛德皇后地，全長110公里，最高點海拔高度1,123米，該山脈在1938至1939年被德國探險隊發現。